# Brionne
Brionne ist eine französische Kleinstadt mit 4220 Einwohnern (Stand 1. Januar 2022) im Département Eure in der Region Normandie.

## Geografie
Brionne liegt im Tal der Risle auf der Grenze zwischen Roumois im Osten und Lieuvin im Westen, etwa 25 Kilometer südöstlich von Pont-Audemer, 15 Kilometer nordöstlich von Bernay und etwa 14 Kilometer nördlich von Beaumont-le-Roger zwischen den Nachbargemeinden Franqueville im Südwesten, Calleville im Südosten, Bosrobert im Nordosten und Brétigny im Nordwesten. Im Süden der kleinen Stadt liegt ein 22 Hektar großer See.

## Geschichte

### Gallo-römische Zeit

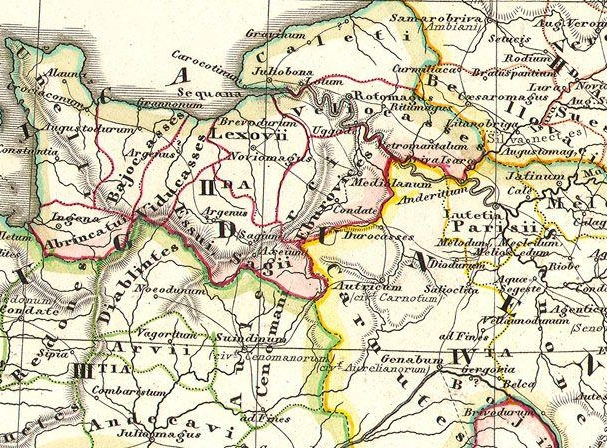
Breviodurum auf einer Karte von 1855

Der Ort existierte bereits zu gallo-römischer Zeit (52 v. Chr. bis 486 n. Chr.) und hieß damals Breviodurum, was etwa „Brückenstadt“ bedeutete. Brionne lag damals am Rand der Civitas der Lexovii an der Grenze zu den Civitates der Eburovices und der Veliocasses. Durch die Stadt führten zwei Römerstraßen. Die Brücke über die Risle war von großer Bedeutung für den Handel. Breviodurum wurde deshalb 337 im Itinerarium Antonini erwähnt und ist auch auf der Tabula Peutingeriana abgebildet.

### Mittelalter
Herzog Richard I. Ohnefurcht (935–996) gab Brionne als Grafschaft an seinen Sohn Geoffroy de Brionne († um 1015).
Um das Jahr 1050 fand in Brionne ein provinzielles Konzil statt, bei dem der Häretiker Berengar von Tours († 1088) seine Thesen mit einigen Mönchen aus der Abtei Le Bec diskutierte.
1047 verschanzte sich Gui de Brionne (auch Gui de Bourgogne genannt) in seiner Burg in Brionne, die daraufhin von Wilhelm dem Eroberer belagert wurde. Gui war der Anführer einer Rebellion der Barone gegen Wilhelm. Brionne fiel und wurde 1090 Roger de Beaumont übergeben.

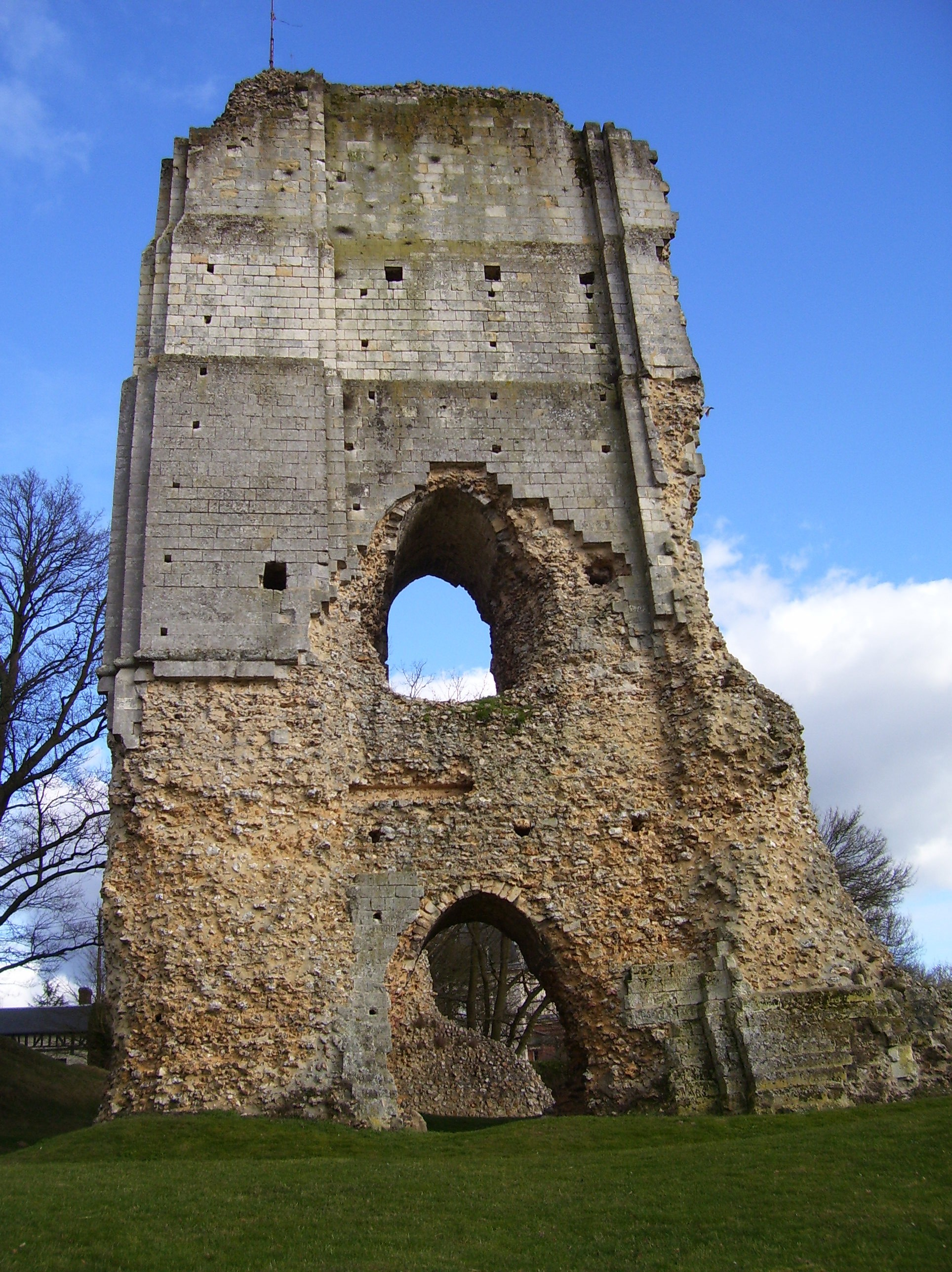
Donjon

Der Donjon wurde gegen Ende des 11. Jahrhunderts von Robert I. de Meulan erbaut, 1124 von Heinrich I. von England belagert und  1194 von Philipp II. von Frankreich eingenommen.
Philipp IV. (1268–1314) verschenkte Brionne an Jean II. d’Harcourt.
Im Hundertjährigen Krieg (1337–1453) wechselte die Grafschaft mehrfach den Besitzer. 1356 wurde Brionne, während Jean VI. d’Harcourt († 1389) dort herrschte, von Henry of Grosmont belagert und eingenommen. Die Franzosen eroberten es zurück, verloren es jedoch nach der Schlacht von Azincourt wieder. Es wurde wieder befreit und Jean VII. d’Harcourt zurückgegeben. Nach seinem Tod fiel Brionne durch Heirat an Antoine de Vaudémont (1400–1458).

### Neuzeit
Nachdem in Rouen 1557 und in Évreux 1559 eine offizielle reformierte Kirche eingerichtet worden war, folgte Brionne mit Authou diesem Beispiel. Die protestantische Kirche in Brionne/Authou bestand nicht bis ins 17. Jahrhundert. 1562 wurde Brionne während der Hugenottenkriege (1562–1598) von den Protestanten geplündert und angezündet, später wurde Brionne von der Heiligen Liga unter Duc Charles I. d’Aumale (1555–1631) zurückerobert und wieder angezündet und geplündert.
1735 ließ Louis II. de Lorraine, prince de Lambesc und comte de Brionne, Teile des Donjons zerstören. Während der Französischen Revolution (1789–1799) wurden die Ruinen zum Nationalgut erklärt. 1875 erwarb der Historiker Arthur Join-Lambert (1839–1917) die Ruinen, um zu verhindern, dass die Steine als Baumaterial verkauft werden.
Die letzte seigneuriale Besitzerin von Brionne vor der Französischen Revolution war Louise de Rohan-Guéménée († 1808 in Wien), die Witwe von Louis-Charles de Lorraine († 1761). Louise de Rohan erhielt die Seigneurie nach dem Tod ihres Mannes als Douaire (Witwengedinge). Sie organisierte 1772 die Hilfsmaßnahmen, als eine Feuersbrunst Teile der Innenstadt zerstörte. Der Titel Comte de Brionne wurde von 1761 bis 1789 allerdings nicht von ihr, sondern ihrem Sohn Charles-Eugène de Lorraine (1751–1825) getragen.
1793 erhielt Brionne im Zuge der Französischen Revolution den Status einer Gemeinde und 1801 das Recht auf kommunale Selbstverwaltung. 1828 wurde der Weiler Valleville eingemeindet.

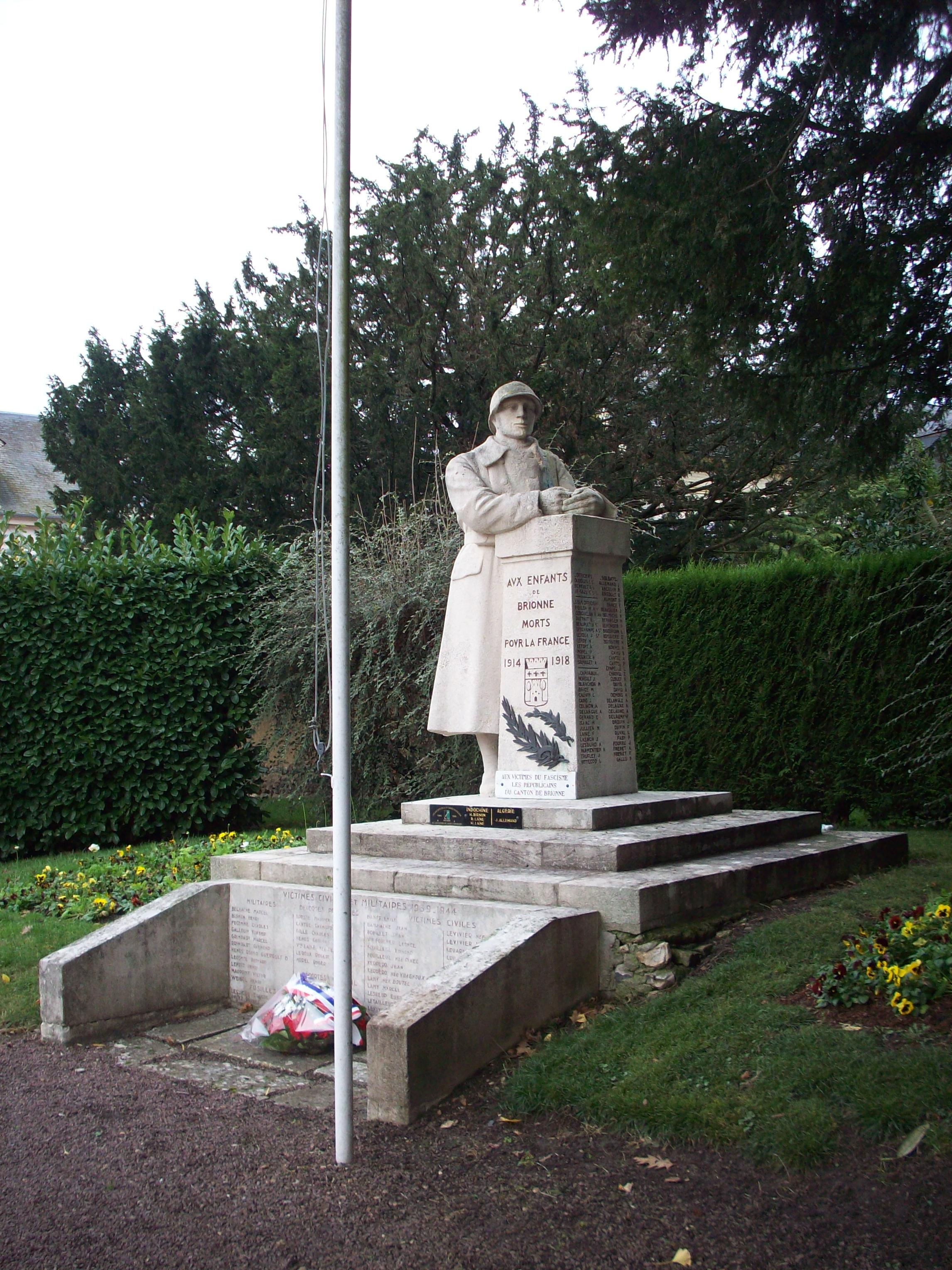
Kriegerdenkmal

Im Sommer 1944 im Zweiten Weltkrieg (1939–1945) wurde Brionne schwer beschädigt. Besonders im Viertel um die Kirche Saint-Denis wurden viele Häuser zerstört, unter anderem die Festhalle. Auch die große Brücke über die Risle wurde am 7. Juni 1944 während der Operation Overlord durch die Alliierte Luftwaffe bombardiert. Am 25. August 1944 wurde Brionne durch das 2. Kanadische Korps (II Canadian Corps) befreit.
| Jahr      | 1841  | 1866  | 1896  | 1931  | 1982  | 1990  | 1999  | 2006  | 2016  |
| --------- | ----- | ----- | ----- | ----- | ----- | ----- | ----- | ----- | ----- |
| Einwohner | 3.098 | 4.037 | 3.520 | 2.930 | 4.951 | 4.408 | 4.449 | 4.306 | 4.325 |

Am meisten Einwohner hatte Brionne 1982 (4951), von 1793 bis 1841 hat sich die Einwohnerzahl verdoppelt.

## Kultur und Sehenswürdigkeiten
Brionne ist mit einer Blume im Conseil national des villes et villages fleuris (Nationalrat der beblümten Städte und Dörfer) vertreten. Die „Blumen“ werden im Zuge eines regionalen Wettbewerbs verliehen, wobei maximal drei Blumen erreicht werden können.

### Bauwerke
Der Donjon ist ein Rest der Burg von Brionne und stammt aus dem 11. Jahrhundert. Er ist einer der wenigen normannischen quadratischen Verteidigungsdonjons. 1925 wurde er in das Zusatzverzeichnis der Monuments historiques (historische Denkmale) eingetragen und ist mit einem Teil des Hanges als site classé (malerisches Kulturdenkmal) klassifiziert.
Von der Stiftskirche Sainte-Mère-de-Dieu existieren nur noch Ruinen, der gleichnamige Augustinerkonvent wurde 1735 durch königlichen Erlass aufgelöst.

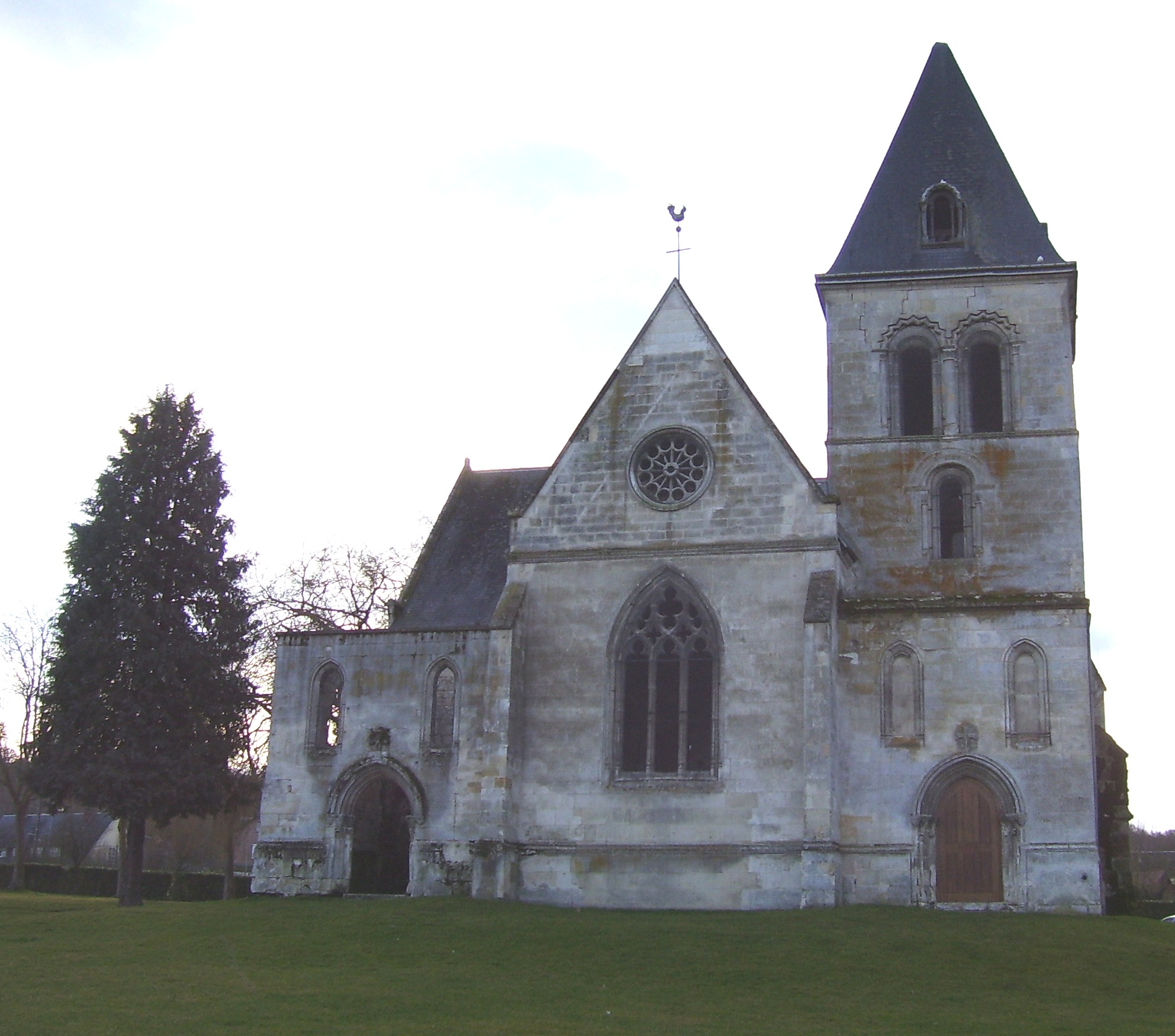
Die Friedhofskirche Saint-Denis

Die Friedhofskirche Saint-Denis stammt aus der Merowingerzeit (5. bis 8. Jahrhundert) und steht an der ehemaligen Römerstraße. Sie wurde bis 1790 als Kirche genutzt. Der zu ihr gehörende Friedhof wurde bis 1860 genutzt, ist heute aber eingeebnet. Im Zweiten Weltkrieg (1944) wurde die Kirche durch Bomben beschädigt und nach ihrer teilweisen Restaurierung dient sie heute als Turnhalle. Die Kirche, der Kirchplatz und die zwei Bäume darauf, sind als site classé eingetragen.

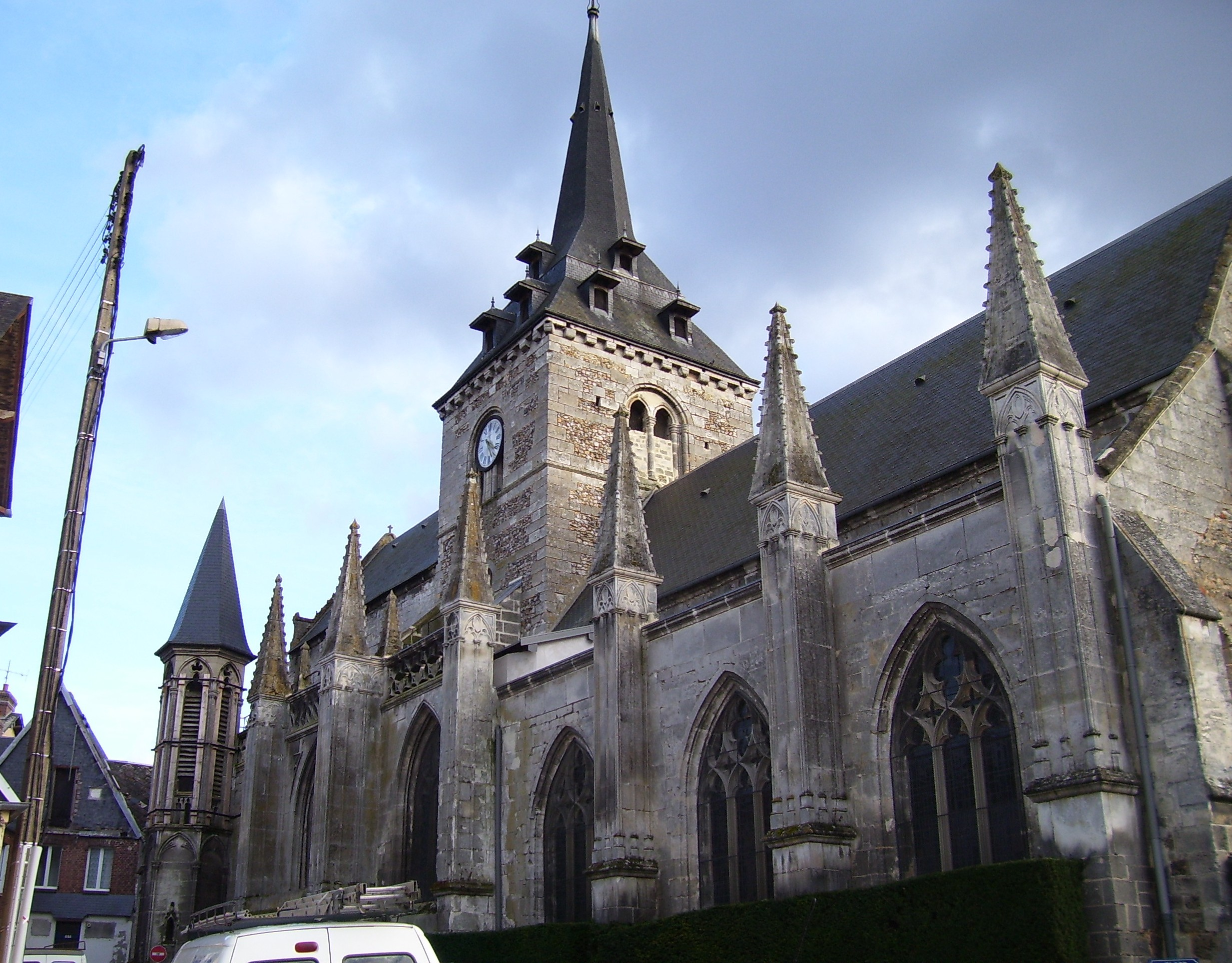
Die Kirche Saint-Martin

Eine ursprüngliche Kirche Saint-Martin wurde im 11. Jahrhundert erbaut. Während der Belagerungen 1090 und 1124 und bei einem Brand im Jahre 1183 wurde die Kirche fast vollständig zerstört. Teile des Turms blieben erhalten. 1356 wurde die Kirche im Hundertjährigen Krieg erneut zerstört. Nach der Feuersbrunst von 1772 wurde die Kirche wieder restauriert und während der Französischen Revolution für sieben Jahre geschlossen. Der Turm der heutigen Kirche Saint-Martin zeigt romanische und gotische Elemente. Das Erdgeschoss der Kirche ist romanisch, der darüberliegende Teil ist gotisch und die Eingangstür stammt aus dem 18. Jahrhundert. Der Hochaltar wurde 1694 von Guillaume de la Tremblaye (1644–1715), einem Architekten und Mönch, für die Kapelle de la Sainte-Vierge der Abtei Le Bec gestaltet und erst nach der Französischen Revolution in Saint-Martin integriert. In der Kirche befindet sich eine Steinstatue eines Apostels aus der ersten Hälfte des 15. Jahrhunderts, die eigentlich Teil einer Sammlung von Statuen aus der Abtei Le Bec war und die steinerne Statue des Augustinus von Canterbury aus der ersten Hälfte des 16. Jahrhunderts, die ebenfalls aus der Abtei Le Bec stammt.

## Städtepartnerschaften
Seit dem 8. Dezember 1973 besteht eine Partnerschaft mit Shaftesbury in England und seit dem 8. Oktober 1983 eine Partnerschaft mit der deutschen Stadt Lindlar.

## Wirtschaft und Infrastruktur
Im Mittelalter wurde in Brionne Weinbau betrieben. Davon zeugen noch die Straßenbezeichnungen Côte du Vigneron (Weinbergshang) und Chemin du Vigneron (Weinbergsweg) an Hang eines bewaldeten Hügels westlich der Départementsstraße D438.
1803 gründete Jean Le Marois (1776–1836), Aide-de-camp von Napoleon Bonaparte, die erste industrielle Weberei in Brionne. Es folgten andere Webereien und Brionne erlebte einen wirtschaftlichen Aufschwung.
Eine Pilzzucht befindet sich in einer alten Mergelgrube, die im Zweiten Weltkrieg als Bunker genutzt wurde. Dort werden Austernseitling und Shiitake gezüchtet.
Es wird zwar immer noch Obstbau betrieben, besonders der Anbau von Äpfeln, aber die Herstellung von Cidre und Calvados in Brionne ist seit dem 19. Jh. zurückgegangen. Auf dem Gemeindegebiet gelten kontrollierte Herkunftsbezeichnungen (AOC) für Camembert (Camembert de Normandie), Calvados und Pommeau (Pommeau de Normandie) sowie geschützte geographische Angaben (IGP) für Schweinefleisch (Porc de Normandie), Geflügel (Volailles de Normandie) und Cidre (Cidre de Normandie und Cidre normand).
Das ehemalige Gerichtsgebäude und Gefängnis beherbergt heute die Musikschule. Im Keller existieren noch die alten Zellen.

### Verkehr

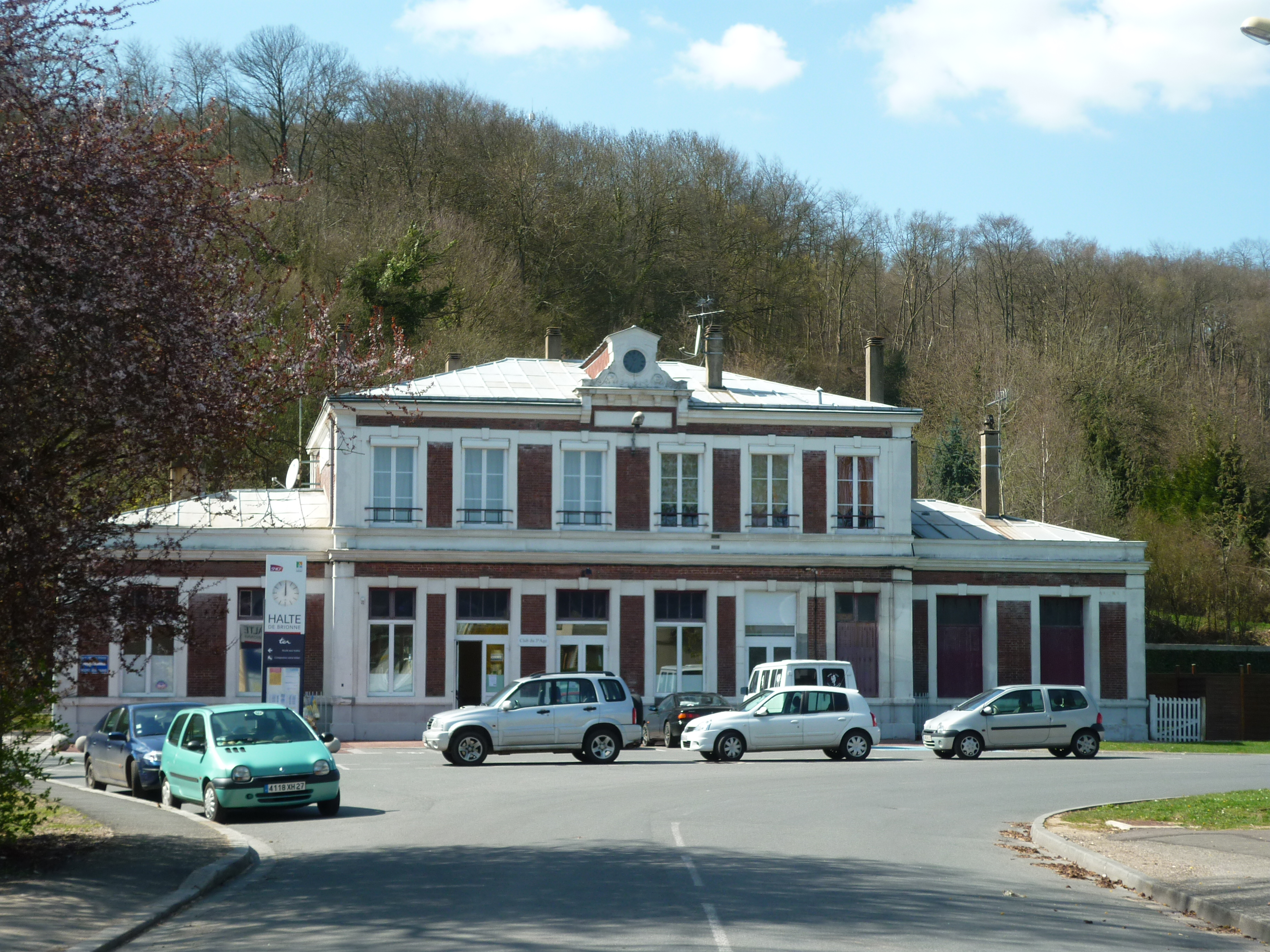
Bahnhof

Die ehemalige überdachte Markthalle von Brionne gehörte ursprünglich den Comtes der Stadt. Sie wurde während der Französischen Revolution konfisziert und an einen Händler verkauft. 1875 kaufte die Stadt Brionne sie zurück und nutzte das Gebäude als Rathaus. 1961 wurde das Gebäude zerstört, um den Autoverkehr in der Innenstadt zu erleichtern und die Durchfahrt von Lastkraftwagen zu ermöglichen.
Der Bahnhof von Brionne wird von der Linie Caen – Rouen der SNCF angefahren. Die ursprüngliche Linie Rouen – Serquigny wurde 1864 eröffnet.
Der nächste Flughafen ist der Flughafen Rouen (Aéroport Rouen Vallee de Seine), er liegt 39,3 Kilometer in nordöstlicher Richtung.

## Persönlichkeiten

### Söhne und Töchter der Stadt
- Herluin (994–1078), auch Hellouin, hat die Abtei Le Bec gegründet
- Patrick Beaudouin (* 1953), französischer Politiker (UMP)

### Persönlichkeiten, die vor Ort gewirkt haben
- Geoffroy de Brionne († nach 1023), laut Ordericus Vitalis (* 1075; † um 1142) erster Graf von Brionne, war eventuell nur Schlossherr daselbst
- Arthur Join-Lambert (1839–1917), normannischer Historiker, war 50 Jahre lang conseiller général de l’Eure für den Kanton Brionne.
- Raphaël Collin (1850–1916), französischer Maler und Illustrator
- François Loncle (* 1941), französischer Politiker (PS), war Bürgermeister von Brionne